# Weiherhammer
Weiherhammer is een plaats in de Duitse deelstaat Beieren, en maakt deel uit van het Landkreis Neustadt an der Waldnaab.
Weiherhammer telt 3.846 inwoners. De gemeente ligt 6 km ten westen van de Bundesautobahn 93 en van de aan die snelweg gelegen stad Weiden in der Oberpfalz.
De plaats ontstond in 1717, toen de plaatselijke landheer  van   Palts-Sulzbach  er een watermolen met molenvijver (Weiher) liet bouwen. Deze hamermolen dreef een metaal bewerkend bedrijf aan. Tot 1934 heette het belangrijkste  dorp Beckendorf, nadien Weiherhammer. 
Tot de gemeente behoort o.a. ook het bijna 900  inwoners tellende  historische plaatsje   Kaltenbrunn (Weiherhammer).
Weiherhammer is steeds een industriegemeente gebleven.  Twee belangrijke  fabrieken  produceren er respectievelijk karton en vlakglas.
Altenstadt a.d.Waldnaab ·
Bechtsrieth ·
Eschenbach i.d.OPf. ·
Eslarn ·
Etzenricht ·
Floß ·
Flossenbürg ·
Georgenberg ·
Grafenwöhr ·
Irchenrieth ·
Kirchendemenreuth ·
Kirchenthumbach ·
Kohlberg ·
Leuchtenberg ·
Luhe-Wildenau ·
Mantel ·
Moosbach ·
Neustadt am Kulm ·
Neustadt a.d.Waldnaab ·
Parkstein ·
Pirk ·
Pleystein ·
Pressath ·
Püchersreuth ·
Schirmitz ·
Schlammersdorf ·
Schwarzenbach ·
Speinshart ·
Störnstein ·
Tännesberg ·
Theisseil ·
Trabitz ·
Vohenstrauß ·
Vorbach ·
Waidhaus ·
Waldthurn ·
Weiherhammer ·
Windischeschenbach